# Sopor Aeternus
Sopor Aeternus & The Ensemble of Shadows (Sopor Aeternus och Skuggornas Ensemble, ofta förkortat Sopor Aeternus) är ett tyskt genre-övergripande musikprojekt av sångerskan Anna-Varney Cantodea.
Cantodeas image som enstöring hålls hårt på och Cantodea talar därför inte gärna om bandet Sopor Aeternus och gör inte heller några live-framföranden "inför människor".
Sopor Aeternus betyder "evig dvala" på latin, vilket troligen syftar på döden. Detta är också ett ständigt återkommande tema i musiken, tillsammans med depression, självmord, smärta, könsnormer (Cantodea är transsexuell) och olycklig kärlek.
Anna-Varney Cantodea använder sig av en mängd olika instrument, såsom blåsinstrument, flöjt, gitarr och stråkar. I vissa fall ingår även synthesizers, trum-maskiner eller riktiga trummor i blandningen.
Cantodea skapar, enligt egen utsago, musiken själv, och för sig själv. Men vid skivinspelningar använder hon sig även av studiomusiker.

## Diskografi
- Es reiten die Toten so schnell... (demo tape) (1989)
- ...Ich töte mich jedesmal aufs Neue, doch ich bin unsterblich, und ich erstehe wieder auf; in einer Vision des Untergangs... (1994)
- Todeswunsch - Sous le soleil de Saturne (1995)
- Ehjeh Ascher Ehjeh EP (1995)
- The inexperienced Spiral Traveller (1997)
- Voyager - The Jugglers of Jusa (1997)
- Dead Lovers' Sarabande (Face One) (1999)
- Dead Lovers' Sarabande (Face Two) (1999)
- Songs from the inverted Womb" (2000)
- Nenia C'alladhan (2002) - project med Constance Fröhling
- Es reiten die Toten so schne (eller: the Vampyre sucking at his own Vein) (2003)
- La Chambre D'Echo - Where the dead Birds sing (2004)
- Flowers in Formaldehyde EP (2004)
- The Goat / The Bells have stopped ringing 12 vinyl (2005)
- Like a Corpse standing in Desperation (2005)
- Les Fleurs du Mal (2007)
- Sanatorium Altrosa - Musical therapy for spiritual dysfunction (2008)
- A strange thing 2 say- Watch the dead walk the earth 2010 (första delen av trilogin "a triptychon of ghosts)
- have you seen this ghost? 2010 (andra delen av trilogin "a triptychon of ghosts)
- The Spiral Sacrifice (2018)
- Death & Flamingos (2019)
- The Land Of The Dead (2020)

## Artwork
Anna Varney Cantodea står själv för det mesta av den visuella konsten i sin musik. Hon har till vissa projekt även fått hjälp av konstnären Joachim Luetke som även assisterat band som Dimmu Borgir, Meshuggah och Marilyn Manson.

## Videoprojekt
Sopor Aeternus har vid flera tillfällen skapat musikvideor till vissa av sina låtar där man oftast ser Anna-Varney Cantodea dansa eller röra sig i "terapeutisk dans" som hon själv kallar det.

## Exklusiva skivsläpp och samlingar
Sopor Aeternus har även profilerat sig med att alltid släppa ett begränsat antal specialutgåvor av sina skivor. Dessa specialutgåvors ekonomiska värde är avsevärt högre på samlarmarknaden ju äldre de blir. Enligt Anna-Varney Cantodea är det hon själv som signerar och förpackar specialutgåvorna innan de exporteras av företaget Infrarot.